# Реаліті-шоу
Реа́літі-шо́у або реаліті-телебачення (від англ. reality — дійсність, реальність) — телевізійний жанр, різновид розважальної телевізійної передачі та онлайн-трансляції. Сюжетом є показ дій групи (або груп) людей у наближеній до життя обстановці.
Реаліті-телебачення дуже розвинене в США і Великій Британії, а відсоток реаліті-програм в мережі мовлення цих країн набагато вищий, ніж в Україні, проте термін «реальне телебачення» існує тільки в західній типології жанрів, в Україні в тому ж значенні вживається менш точний — «реаліті-шоу».
Цей телевізійний жанр об'єднує безліч телевізійних програм, початкова ідея жанру передбачала присутність у передачі таких ознак:
- відсутність сценарію
- подача до телеефіру з першого дублю
- участь звичайних людей, а не професійних акторів
- умови зйомок, максимально наближених до реальних ситуацій (інколи — екстремальних, наприклад, боротьбі за життя).

Впродовж довгого часу в передачі показується ніби природне життя і взаємодія ізольованої групи персонажів у тій чи іншій обстановці. Декларується свобода поведінки учасників — вважається, що події розвиваються вільно, без попередньо визначеного сценарію, в цьому й полягає привабливість реаліті-шоу. Глядача переконують, що він стає свідком не розіграної вистави, а реальних сцен із життя.

## Історія
Вперше передачі, що показують людей в неочікуваних ситуаціях, з'явились на телебаченні в 1940-х роках.
У 1948 році на телебаченні США з'явилося шоу «Прихована камера» (засноване на радіопередачі 1947 року «Прихований мікрофон»), що досить швидко стало популярним. Ці проґрами вперше стали записувати і транслювати в телерадіоефірі реакцію і поведінку людей, які опинилися за волею сценариста у несподіваній ситуації.
У 1950 році дебютували ігрові шоу «Випереджаючи ча+с», «Причина чи наслідок», що заманювали звичайних людей у різні ексцентричні змагання, трюки та жарти.

## Постановка
Існує кілька загальних варіантів постановки реаліті-шоу і безліч проєктів, що різною мірою поєднують різні підходи. У всіх випадках група учасників (іноді постійного, іноді змінного складу) постійно живе в обмеженому просторі; події цього життя постійно знімаються телекамерами і показуються телебаченням (а останнім часом іноді ще й демонструються в Інтернеті, наприклад, Reality Boy [Архівовано 17 березня 2011 у Wayback Machine.] тощо).
Проєкт, зазвичай, має якусь цілком певну задану мету. У ньому теоретично можна перемогти (отримавши за це досить вагомий приз). Учасники, таким чином, є не просто персонажами передачі, але і суперниками в боротьбі за цей приз. Учасники проєкту з тією чи іншою періодичністю вибувають з нього, на різних підставах: за результатами голосування учасників, за результатами голосування глядачів, за бажанням організаторів шоу (останнє, втім, безпосередньо робиться рідко, тому що руйнує атмосферу природності того, що відбувається).
Збір відеоматеріалу може здійснюватися різними способами. В одних випадках у місці проживання учасників встановлюють досить велику кількість прихованих камер, так, щоб усі події фіксувалися, незалежно від того, де вони відбуваються. Учасники носять на собі апаратуру для постійного звукозапису. Результати зйомки можуть оброблятися, але іноді вони йдуть в прямому ефірі (з премодерацією або ж і в реальному часі). В інших випадках зйомка ведеться традиційним чином і тільки в певний час (різні колективні заходи, змагання, голосування, бесіди з учасниками, окремі побутові моменти) з результатів монтуються передачі, які періодично виходять на телебаченні.
Хоча глядачам пропонується вважати, що те що відбувається на екрані — реальні події, це звичайно не цілком відповідає дійсності. Навіть за відсутності явного сценарію менеджери шоу зазвичай досить жорстко керують тим, що відбувається, домагаючись, щоб глядачі не втрачали зацікавлення до проєкту. Внаслідок цього заохочуються сварки, скандали, утворення угрупувань всередині колективу учасників та їх суперництво.

## Класифікація
З часом формати реаліті-шоу почила розвиватися в кількох напрямках:
- Шоу підглядання, в якому задовольняється притаманна абсолютній більшості населення Землі пристрасть підглядання і підслуховування. Цікавість і прагнення до сильних переживань, що особливо виявляються на тлі монотонного повсякденного життя, привертають увагу людей до подій, що відбуваються з персонажами шоу. Тому необхідно, щоб в характері учасника були присутні різні, але водночас типові для суспільства характери. Цінними є здібності зіграти, справити враження, залучити до себе увагу.

(Приклади шоу підглядання: «Великий Брат» (Голландія), «Велика дієта» і «Розбиті» (Велика Британія); «Голод» ())
- Шоу оновлення (модернізації), в якому відбувається оновлення (модернізація) частини або всього життєвого простору героїв проґрами, його робочого місця або транспортного засобу. Американське шоу «This Old House», що дебютує в 1979 році, було першим такого роду. Англійське шоу «Changing Rooms», яке розпочалося у 1996 році, було шоу-оновленням житлових кімнат у DIY-стилі з додаванням змагального елемента від ігрового шоу

(Приклад оновлення-шоу: Тачку на прокачку, Ало, гараж! і Overhaulin'-демонструють модернізацію автомобілів)
- Шоу виживання відрізняється нестерпними для нормального життя умовами, в яких учасники проєкту б'ються за перемогу. Саме на надзвичайних і екстремальних випробуваннях перевіряється витривалість учасників, стійкість до сприйняття несподіваних перешкод і швидка реакція на їх подолання. Особлива увага приділяється надійності та відповідальності учасника, його готовності виконувати пропоновані орґанізаторами шоу вимоги.

(Приклади шоу виживання: «Survivor» (Швеція), «Alive» (США) і «Останній Герой» ())
- Шоу навчання, крім розважальної функції, несе в собі практичну вигоду, як для глядачів, так і для учасників. Перед учасниками ставиться завдання щодо освоєння нового фаху або підвищення фахового рівня, а у глядачів з'являється можливість отримати практичні знання. Дуже важливо, щоб учасники шоу прагнули до отримання знань і застосування їх на практиці. У активних і перспективних учасників підвищується шанс бути затребуваними в цій області.

(Приклад шоу навчання: Фабрика зірок)
- Шоу гри поєднує в собі перераховані вище напрямки і викликає найбільший інтерес у глядачів тим, що неможливо передбачити сюжет і події, які зазвичай носять випадковий характер. Інтерес і азарт виникають у міру розвитку шоу. Нелінійний сюжет, зашифровані місії, пошук нестандартних рішень і несподіваний результат — основні особливості шоу гри. Учасники поміщені в нестандартні умови і долають не тільки фізичні, але й інтелектуальні перешкоди. Заздалегідь самі учасники не знають про те, як пройти наступне завдання і що чекає їх у майбутньому.

## Критика
Реаліті-шоу виключно популярні у глядацької аудиторії. Психологи пов'язують це з підсвідомим прагненням до «підглядання» за чужим життям, яке задовольняється такого роду передачами. Зрозуміло, діють тут і загальні чинники, що визначають популярність будь-яких скандальних передач і «мильних опер»: цікавість і прагнення до сильних переживань.
Критики стверджують, що реаліті-шоу чинять негативний вплив на психіку глядачів, особливо молодих, з несформованим ще смаком, характером і переконаннями: вони активізують нездорову цікавість і надають як зразок для наслідування не зовсім адекватну поведінку учасників. Організатори шоу в гонитві за видовищністю нерідко балансують на межі непристойності, а іноді і явно переходять її, що також може чинити негативний вплив на моральність глядачів, багато з яких схильні без міркувань приймати телевізійні образи за еталон. Крім того, викликає занепокоєння і стан психіки учасників, які змушені протягом тривалого часу жити в умовах, коли кожен їх крок фіксується і може бути показаний мільйонам глядачів.

## Згадування вмасовій культурі
- Шоу Трумана (1998) — фільм про людину, яка виявила, що все її життя режисується і знімається для 24-годинного реаліті-шоу.